# Jaborosa intergrifolia
Jaborosa intergrifolia är en potatisväxtart som beskrevs av Lambert. Jaborosa intergrifolia ingår i släktet Jaborosa och familjen potatisväxter. Inga underarter finns listade i Catalogue of Life.